# 牟礼町
牟礼町（むれちょう）は、香川県にあった町。高松市の東に隣接していた。五剣山から花崗岩の庵治石が掘れるので石材業が盛ん。また彫刻家イサム・ノグチのイサム・ノグチ庭園美術館があることや、平安時代末期の屋島の戦いの舞台となったことでも知られる。
町議会の2度による否決で白紙に戻された高松市との合併は、高木英一町長の出直し選挙での大差で勝利ののち再度合併協議会を設置し、周辺4町とともに2006年1月10日に編入合併された。

## 地理
- 山: 五剣山

### 人口
| \| 1920年（大正9年） \| 6,551人 \| \| \| 1925年（大正14年） \| 6,793人 \| \| \| 1930年（昭和5年） \| 7,099人 \| \| \| 1935年（昭和10年） \| 7,330人 \| \| \| 1940年（昭和15年） \| 7,222人 \| \| \| 1947年（昭和22年） \| 9,789人 \| \| \| 1950年（昭和25年） \| 9,581人 \| \| \| 1955年（昭和30年） \| 9,201人 \| \| \| 1960年（昭和35年） \| 8,781人 \| \| \| 1965年（昭和40年） \| 8,886人 \| \| \| 1970年（昭和45年） \| 10,021人 \| \| \| 1975年（昭和50年） \| 13,299人 \| \| \| 1980年（昭和55年） \| 15,739人 \| \| \| 1985年（昭和60年） \| 17,250人 \| \| \| 1990年（平成2年） \| 17,370人 \| \| \| 1995年（平成7年） \| 18,123人 \| \| \| 2000年（平成12年） \| 18,201人 \| \| \| 2005年（平成17年） \| 17,863人 \| \| \| 2010年（平成22年） \| 17,855人 \| \| \| 2015年（平成27年） \| 17,299人 \| \| |          |  |
| 総務省統計局 / 国勢調査（2015年） |          |  |
| 1920年（大正9年） | 6,551人  |  |
| 1925年（大正14年） | 6,793人  |  |
| 1930年（昭和5年） | 7,099人  |  |
| 1935年（昭和10年） | 7,330人  |  |
| 1940年（昭和15年） | 7,222人  |  |
| 1947年（昭和22年） | 9,789人  |  |
| 1950年（昭和25年） | 9,581人  |  |
| 1955年（昭和30年） | 9,201人  |  |
| 1960年（昭和35年） | 8,781人  |  |
| 1965年（昭和40年） | 8,886人  |  |
| 1970年（昭和45年） | 10,021人 |  |
| 1975年（昭和50年） | 13,299人 |  |
| 1980年（昭和55年） | 15,739人 |  |
| 1985年（昭和60年） | 17,250人 |  |
| 1990年（平成2年） | 17,370人 |  |
| 1995年（平成7年） | 18,123人 |  |
| 2000年（平成12年） | 18,201人 |  |
| 2005年（平成17年） | 17,863人 |  |
| 2010年（平成22年） | 17,855人 |  |
| 2015年（平成27年） | 17,299人 |  |

## 歴史
高松市合併以後は「牟礼」を参照
- 1890年（明治23年）2月15日 - 町村制施行により、三木郡の牟礼村、大町村、原村が合併し、牟礼村として発足。
- 1899年（明治32年）4月1日 - 三木郡が山田郡と合併し、木田郡となる。
- 1962年（昭和37年）1月1日 - 町制施行により牟礼町となる。同時に町章を制定する[1]。
- 2006年（平成18年）1月10日 - 高松市に編入合併。

## 行政

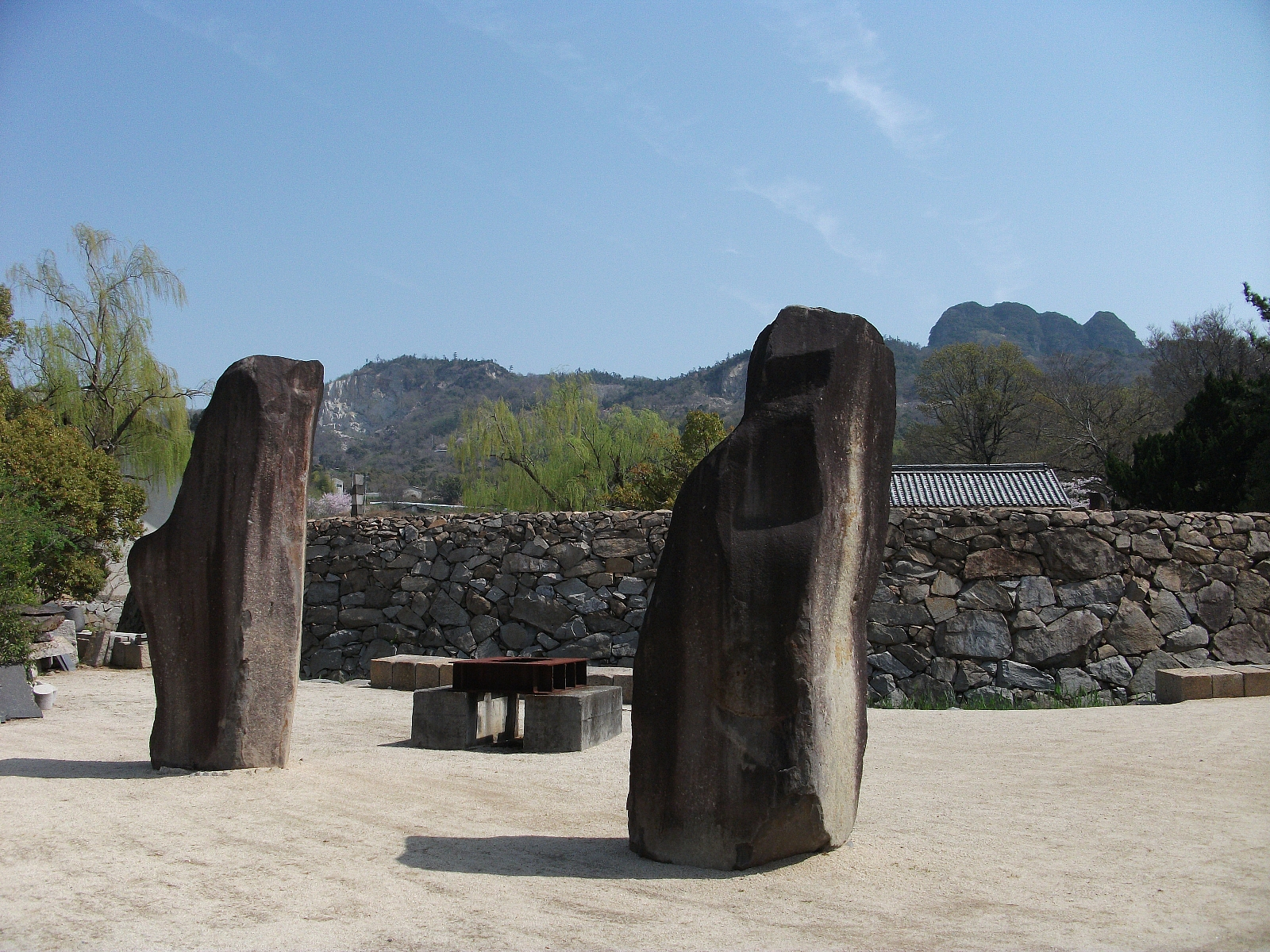
イサム・ノグチ庭園美術館

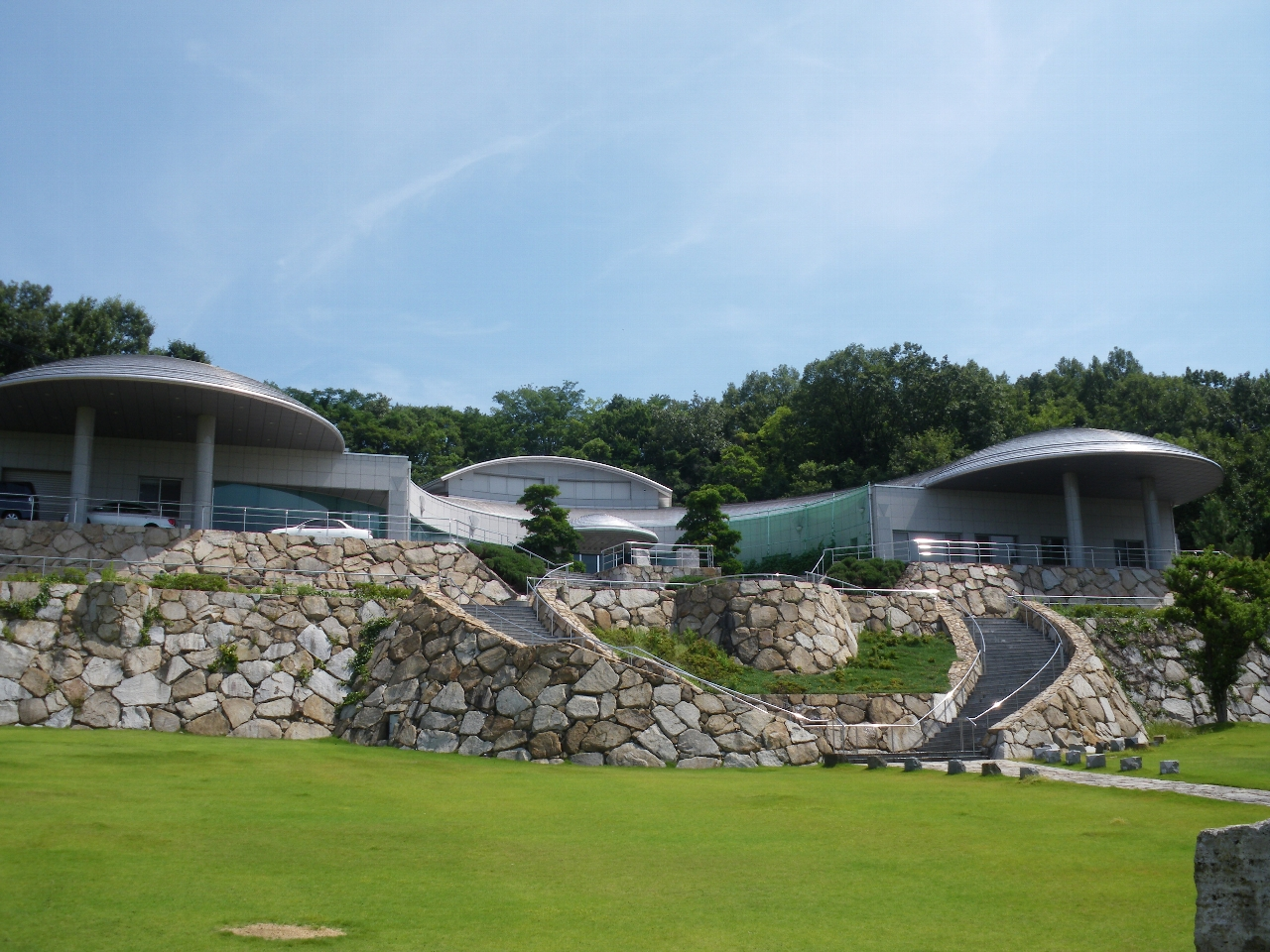
石の民俗資料館

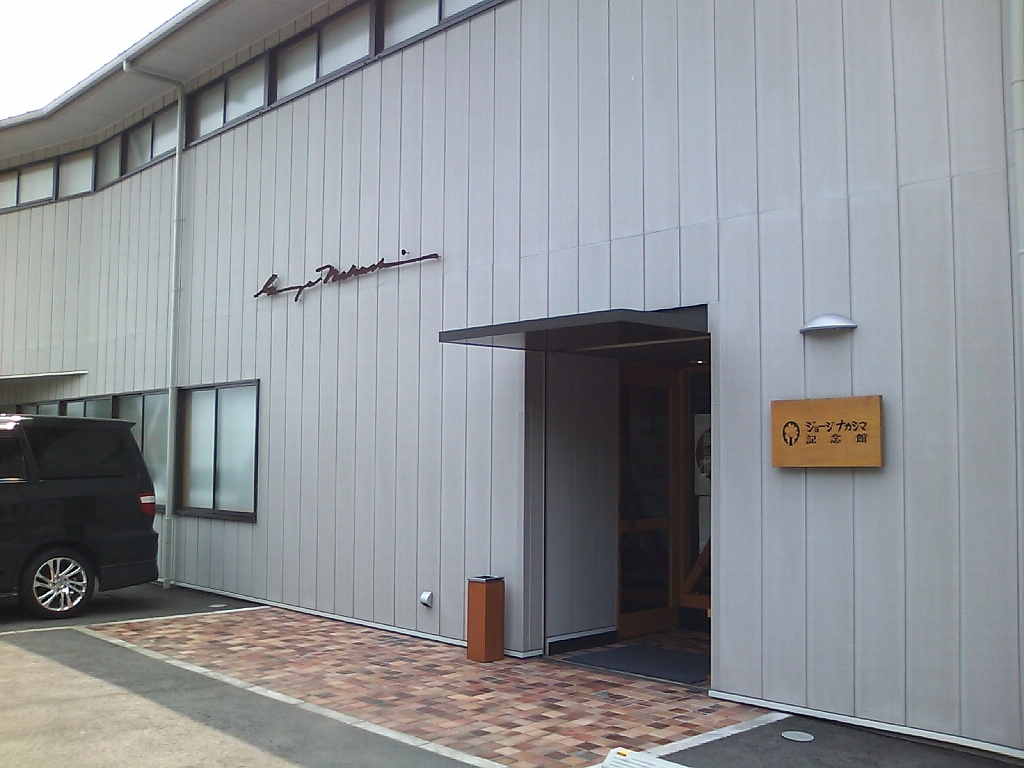
ジョージナカシマ記念館

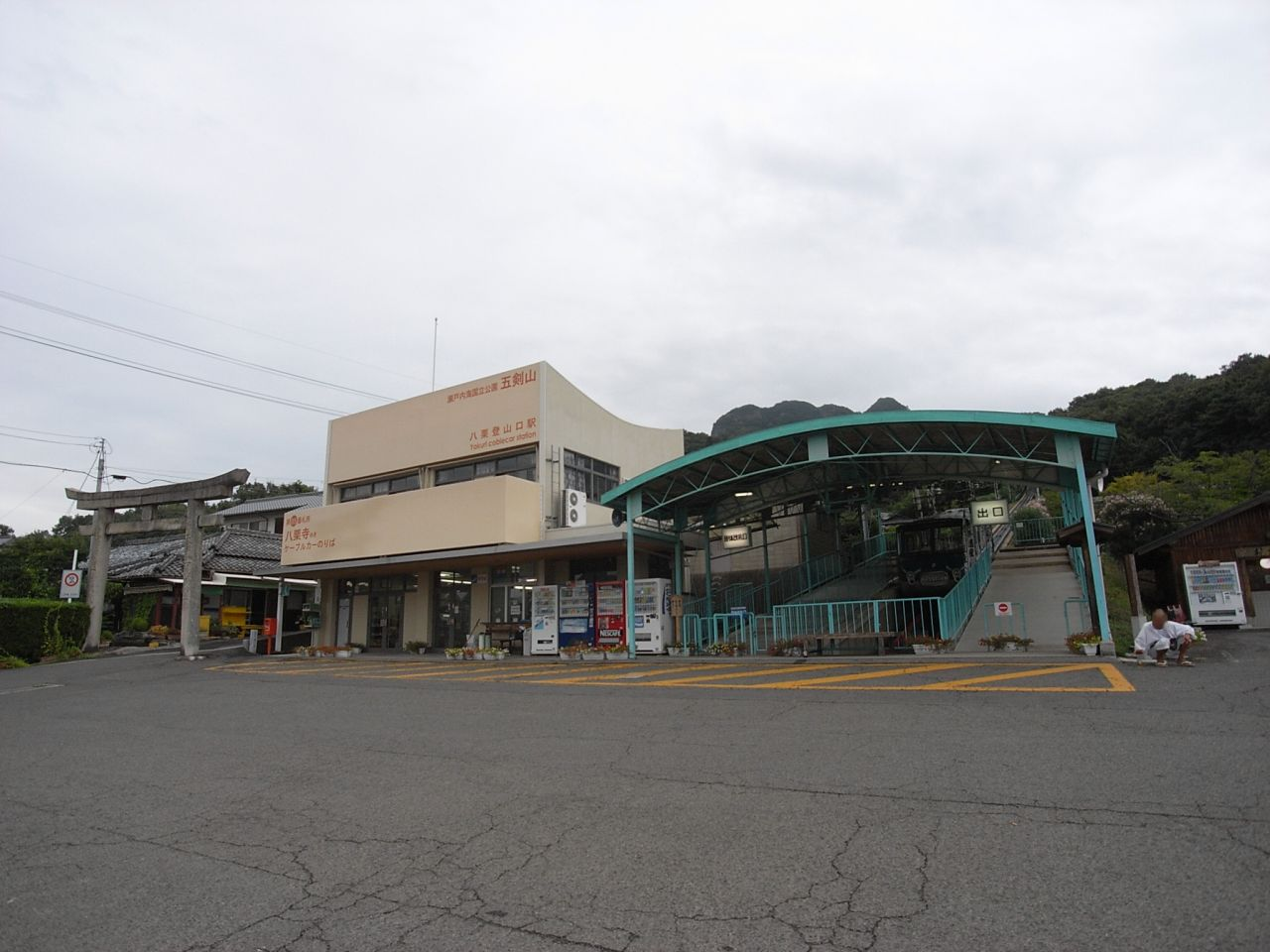
八栗ケーブル（八栗登山口駅）

- 町長：高木英一（2005年4月25日 - 2006年1月9日）
- 役場各課 
  - 福祉課
  - 上下水道課
  - 税務課
  - 環境課　
  - 住民課
  - 地籍課
  - 企画計画課
  - 建設経済課
  - 総務課

## 産業
- 主な産業
  - 農業
  - 石材業

## 姉妹都市・提携都市
日本国内
- 長野県上水内郡牟礼村

日本国外
- アメリカ合衆国ジョージア州エルバートン市

## 地域

### 教育
保育園
- 町立田井保育所
- 町立牟礼保育所
- 町立はらこども園
- 町立八栗保育所

幼稚園
- 町立大町幼稚園
- 町立田井幼稚園
- 町立栗山幼稚園
- 町立はらこども園

小学校
- 町立牟礼北小学校
- 町立牟礼小学校
- 町立牟礼南小学校

中学校
- 香川県立高松北中学校
- 町立牟礼中学校

高等学校
- 県立高松北高等学校

大学・短期大学
- 香川県立医療短期大学
- 香川県立保健医療大学

## 交通

### 鉄道
- 四国旅客鉄道（JR四国）
  - 高徳線：八栗口駅 - 讃岐牟礼駅
なお、古高松南駅は高松市にあるが、徳島寄りのホームの端が牟礼町との境界にかかっていた。
- 高松琴平電気鉄道
  - 志度線：八栗駅 - 六万寺駅 - 大町駅 - 八栗新道駅 - 塩屋駅 - 房前駅 - 原駅
- 四国ケーブル
  - 八栗ケーブル：八栗登山口駅 - 八栗山上駅

### 道路
一般国道
- 国道11号

県道
- 香川県道36号高松牟礼線
- 香川県道38号三木牟礼線
- 香川県道145号八栗原線
- 香川県道146号八栗牟礼線
- 香川県道155号牟礼中新線
- 香川県道272号高松志度線

## 名所・旧跡・観光スポット・祭事・催事
名所・旧跡・観光スポット
- 石の民俗資料館
- 八栗寺
- イサム・ノグチ庭園美術館
- 源平史跡
- 栗山記念館
- ジョージナカシマ記念館

催事
- むれ源平 石あかりロード[2]

## 出身有名人
- 柴野栗山（儒学者）
- 川井郁子（ヴァイオリニスト、作曲家）
- 上野由恵（フルート奏者）
- 浅田孝太郎 ‐ 浅田孝の父、浅田彰の祖父